# 新堀 (市原市)
新堀（にいほり）は、千葉県市原市の三和地区にある大字。郵便番号は290-0206。

## 概要
市原市中央部の三和地区北部にある。西側は養老川沿いに広がる水田地帯の一角をなしていて、東側には不規則な住宅地が広がる。

## 地理
北は福増、東は武士、西は海士有木、南は磯ケ谷と接している。

## 世帯数と人口
2017年（平成29年）11月1日現在の世帯数と人口は以下の通りである。
| 町丁字 | 世帯数  | 人口  |
| ------ | ------- | ----- |
| 新堀   | 260世帯 | 551人 |

## 通学区域
市立小中学校及び県立高等学校の通学区域は以下の通りである。
| 町丁字 | 番地 | 小学校             | 中学校             | 高等学校 |
| ------ | ---- | ------------------ | ------------------ | -------- |
| 新堀   | 全域 | 市原市立市西小学校 | 市原市立三和中学校 | 第9学区  |

## 施設
- 市原鶴岡病院
- 特別養護老人ホームあじさい苑